# Lâu đài Pustý
Lâu đài Pustý (tiếng Slovakia: Pustý hrad) là một quần thể lâu đài thuộc địa phận thị trấn Zvolen, vùng Banská Bystrica, Slovakia. Quần thể lâu đài này tọa lạc ở độ cao 475 - 571 mét so với mực nước biển, gần sông Hron và sông Slatina. Quần thể này bao gồm hai lâu đài: lâu đài Thượng (Thành Thượng) và lâu đài Hạ (Thành Hạ). Phần kết nối hai tòa lâu đài dài gần 400 mét, trong đó phần gần lâu đài Hạ được tạo thành bởi một bức tường dài 206 mét. Tổng diện tích của quần thể lâu đài là 7,6 ha. Mặc dù hiện tại là một đống đổ nát, nhưng so với các lâu đài khác được xây dựng trên những ngọn đồi ở châu Âu và thế giới, quần thể lâu đài này có lẽ là lớn nhất.

## Lịch sử
Tòa nhà thời Trung cổ lâu đời nhất trong quần thể lâu đài Pustý là tòa tháp cộng đồng hoàng gia được xây dựng vào thế kỷ 12. Tòa tháp này cùng các công sự tương ứng nằm trên điểm cao nhất của ngọn đồi lâu đài. Sau cuộc xâm lược của người Mông Cổ, hai công sự 3,5 ha và 0,65 ha lần lượt được xây dựng trên Thành Thượng và Thành Hạ.
Lâu đài Pustý sụp đổ vào giữa thế kỷ 15, trong thời kỳ giao tranh giữa các quý tộc Ján Huňady và Ján Jiskr của Brandýs. Theo một văn bản có niên đại vào năm 1451, lâu đài đã bị Ján Huňady thiêu rụi. Viện Khảo cổ học trực thuộc Viện Hàn lâm Khoa học Slovakia ở Nitra thực hiện các cuộc nghiên cứu khảo cổ học ở địa điểm này từ năm 2009.